# نارسیسو یپس

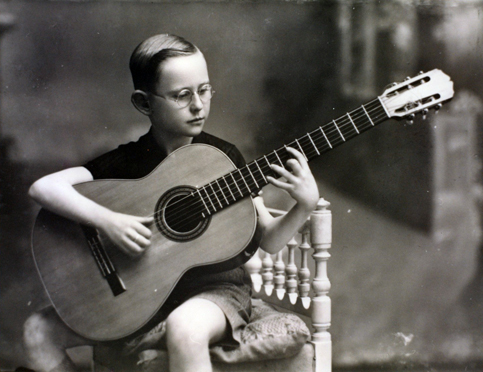

نارسیسو یِپِز (به اسپانیایی: Narciso Yepes) (زادهٔ ۱۴ نوامبر ۱۹۲۷ - درگذشتهٔ ۳ مهٔ ۱۹۹۷) نوازندهٔ گیتار کلاسیک اهل اسپانیا بود. او یکی از بزرگ‌ترین گیتارنوازان معاصر جهان محسوب می‌شد.
یکی از ویژگی‌های نوازندگی او، گیتار ده‌سیمه‌اش بود؛ چهار سیم اضافی در گیتار، وسعت صدا را در ناحیهٔ صوتیِ پایین (نت‌های بم) گسترش می‌داد و طنین شش سیم اصلی گیتار را قوی‌تر می‌کرد.